# Amaporã
Amaporã är en kommun i Brasilien.   Den ligger i delstaten Paraná, i den södra delen av landet, 1 000 km sydväst om huvudstaden Brasília. Antalet invånare är 5 444.
Trakten runt Amaporã består i huvudsak av gräsmarker. Runt Amaporã är det glesbefolkat, med 11 invånare per kvadratkilometer.